# Antlia 2
Antlia 2 (Ant 2) est une galaxie naine à faible brillance de surface et une galaxie satellite de la Voie lactée à une latitude galactique de 11,2°. Elle est de taille comparable au Grand Nuage de Magellan mais sa luminosité est 10 000 fois plus faible que celui-ci, ce qui en fait la galaxie la moins lumineuse de toutes les galaxies découvertes. Cette galaxie est aussi massive qu'un peu plus de 13 000 000 de masses solaires. Du fait de sa taille et du nombre d'étoiles qu'elle contient, elle est donc en moyenne 100 plus diffuse que toutes les galaxies ultra-diffuses connues. Elle se trouve à environ 422 000 années-lumière (∼129,4 kpc) de la Voie lactée. Antlia 2 couvre 1,26° de ciel et est située juste au sud-est d'Epsilon Antliae. Cette galaxie a été découverte en novembre 2018 grâce aux données obtenues par le satellite Gaia de l'Agence spatiale européenne.